# Râul Cristești, Moldova
Râul Cristești este un curs de apă, afluent al râului Moldova. 